# 医薬品ネット販売訴訟
医薬品ネット販売訴訟（いやくひんネットはんばいそしょう）とは一部の医薬品に対してネット販売を規制した厚生労働省令の合法性について争われた日本の訴訟。

## 経緯
元来、薬事法（現:医薬品、医療機器等の品質、有効性及び安全性の確保等に関する法律）は医薬品のネット販売を想定しておらず規制はなかった。
しかし、インターネットの普及とともに、2002年11月からネット販売業者であるケンコーコムが市販薬のネット販売を開始するようになり、厚生労働省は2004年にビタミン剤等の副作用の少ない薬に限って認める通知を出した。しかし、強制力はなく、副作用のリスクが高いものも含めて、市販薬のネット販売は続いた。
医薬品を直接手渡すことのできないネット販売には消費者に医薬品の情報が十分に伝わらず、安全を確保できない恐れがあったことから、厚生労働省は市販薬の販売制度を見直すこととした。
2006年6月に成立した改正薬事法では、一般用医薬品のうち、第一類医薬品については薬剤師に、第二類医薬品については薬剤師または登録販売者が販売・授与しなければならない（36条の5）と定めていた。また、旧薬事法の改正に伴って改正された同法の施行規則159条の14は、第一類医薬品と第二類医薬品については対面販売を義務付けていた。
そして、ネット販売が許された第三類医薬品はビタミン剤や整腸剤などに限られており、大半の市販薬についてネット販売は不可能となった。

## 訴訟の経過
市販薬のネット販売を規制した改正薬事法及び厚生労働省令が施行されたのは2009年6月であるが、その1か月前の同年5月にネット販売業者であるケンコーコムとウェルネットが市販薬のネット販売規制は違法として国を相手取って市販薬のネット販売ができる権利の確認を求める訴訟を起こした。
原告らは省令は日本国憲法第22条の営業の自由を妨害するものであると主張した。

### 訴訟の経過

#### 第一審（東京地方裁判所）
2010年3月30日、東京地方裁判所は「（厚生労働省令は）副作用被害の防止等を達成するための手段として合理性がある」として合憲の判断を示し、原告の請求を棄却した。一方で「副作用に関する消費者の意識や情報通信技術に変化が生じた場合、規制内容を見直すことが法の趣旨に合致する。今回の規制が恒久的に固定化されるべきという判決ではない。」と付言し、状況の変化に応じて柔軟に規制内容を見直すよう付言した。原告は控訴した。

#### 控訴審（東京高等裁判所）
2012年4月26日に東京高等裁判所は市販薬のネット販売規制について「薬事法にはネット販売の禁止を直接定めた規定がなく、厚生労働省令は国民の権利を制限するもので違法」とし、省令は法律によらず無効とした。2006年の改正薬事法では1類と2類の医薬品の販売について「薬局又は店舗で、薬剤師等が行う」と規定しており、厚生労働省は「直接的な表現こそはないが、対面による販売を前提にしていることは明らか」と主張していたが、東京高裁の判決は「府立はネット販売を明確には禁止していない」と判断した。
国は上告した。

#### 上告審（最高裁判所第一小法廷）
2021年3月18日、最高裁判所第二小法廷（裁判長：竹内行夫）は、国側の上告を棄却した（原告勝訴）。

## 上告審判決
2013年1月11日、最高裁判所第二小法廷（裁判長：竹内行夫）は、薬事法施行規則の諸規定について、薬事法の委任の範囲を逸脱し、違法無効であるとし、原告の請求を認容した。
「ネット販売の禁止が職業活動の自由を相当程度、制約するのは明らか」とした上で、省令で販売規制をかけるには「規制の範囲や程度が、法の規定から明確に読み取れることが必要」との枠組みを示し、「改正薬事法はネット販売の規制や対面販売による情報提供の必要性を明示していない」「国会審議等で出たネット販売に慎重な意見が改正薬事法には明記されず、国会がネット販売を禁止すべきだとの意思を持っていたとは言い難い」と判断し、「厚生労働省の規定は改正薬事法の委任範囲を逸脱し、違法で無効」として上告を棄却して、2社のネット販売権を認めた判決が確定した。
ただし、この最高裁判決では市販薬のネット販売を規制することが営業の自由を保障する日本国憲法第22条に違反するかどうかについては言及しなかった。

## 影響

### 薬事法改正とさらなる訴訟
最高裁判決で厚生労働省令が無効となったことで市販薬のネット販売は解禁状態となったが、2013年12月13日に市販薬のネット販売に関する明文規定を盛り込んだ法改正案が成立し、2014年6月に施行された。
その後、ケンコーコムから改称したRakuten Direct社（現在は楽天に統合）は、改正薬事法の、要指導医薬品の対面販売を義務付けた規定（36条の6第1項及び第3項）が職業活動の自由（営業の自由）を保障する憲法22条1項に違反する、と主張して、訴訟を提起したが、敗訴した。